# Ramiro Guerra Pereyra
Ramiro Guerra Pereyra (Montevideo, Uruguai, 21 de març de 1997), més conegut com a Ramiro Guerra, és un futbolista uruguaià que juga com a migcampista.

## Trajectòria
Nascut a Montevideo però de mare espanyola, Ramiro va arribar de petit a Espanya i, quan jugava d'infantil, el club groguet el va incorporar al seu futbol base. Va debutar amb 17 anys al filial en un partit contra el Nàstic.
Guerra fou promocionat al Vila-real CF C a començaments de la temporada 2014–15 a Tercera Divisió, i va marcar el seu primer gol com a sènior el 7 de desembre de 2014 en una derrota a casa per 2–4 contra la UD Benigànim a la lliga de Tercera Divisió. Va debutar amb el primer equip el 28 de setembre, com a titular, en un empat 0–0 a fora contra el Maccabi Tel Aviv FC a la Lliga Europa de la UEFA 2017–18.
Guerra va debutar a La Liga l'1 d'octubre de 2017, entrant als darrers minuts en lloc de Samu Castillejo en una victòria per 3–0 a casa contra la SD Eibar. El següent 21 d'agost fou cedit al Gimnàstic de Tarragona de segona divisió per un any.